# Прошино (Пермский край)
Прошино — упразднённая деревня в Кочёвском районе Пермского края. Входитла в состав Пелымского сельского поселения.  

## География
Располагается северо-западнее районного центра, села Кочёво. Расстояние до районного центра составляет 16 км.  

## История
По данным на 1 июля 1963 года, в деревне проживало 107 человек. Населённый пункт входил в состав Петуховского сельсовета. 21 апреля 2022 года деревня Прошино была упразднена как фактически прекратившая существование.